# Vatnajökull
Vatnajökull er Islands største gletsjer beliggende i Nationalparken Vatnajökull, Suðurland i det sydøstlige Island. Vatnajökull har et areal på ca. 7.700 km², og den er helt op til 1.000 m tyk, men dens gennemsnitlige tykkelse er ca. 400 m. 
Under Vatnajökull er nogle af Islands mest aktive vulkaner. Grímsvötn (5 * 2 km) er en vulkansk sø under isen, den rummer én af de mest kendte og én af de farligste, da smeltevandet fra udbruddene oversvømmer sandsletten nedenfor - og hovedvejen. Vulkanen Gjálp (ca 10 km nord for Grímsvötn) holdt et stort udbrud i 1996, smeltevandet tog en bro med sig.
På sydsiden hænger Vatnajökull sammen med Öræfajökull, som er en uafhængig jøkel - og vulkan (udbrud 1362 og 1727). Toppen Hvannadalshnúkur på 2110 moh er Íslands højeste punkt.
Som mange af de andre islandske gletsjere opstod Vatnajökull for ca. 2500 år siden.
I Landnamstiden i det 9. århundrede var gletsjeren betydeligt mindre end i dag. Den havde navnet Klofajökull (den kløvede jøkel) så måske har den bestået af to nærtliggende jøkler med 'tørt' land imellem. 
I det 13. århundrede begyndte den såkaldte Den lille istid, der varede indtil det 20. århundrede, og Vatnajökulls areal udvidede sig betydeligt.
I de senere år er Vatnajökull igen blevet mindre i lighed med de fleste andre gletsjere. Grundene kan være den globale klimaforandring (drivhuseffekten) og de sidste års vulkanske aktiviteter.
- Vatnajökull
- Satellitfoto fra NASA
- Vulkanudbrudet november 2004 på Grímsvötn, som er en del af Vatnajökull
- Grimsvötn, Vatna Jökull

## Isbræer
Vatnajökull har omkring 30 isbræer, der stømmer fra kerneområdet. Den islandske benævnelse for gletsjer er "jökull", og denne bruges også om isbræerne. De er:
Sydlige område
- Breiðamerkurjökull
- Brókarjökull
- Falljökull
- Fjallsjökull
- Fláajökull
- Heinabergsjökull
- Hoffellsjökull
- Hólárjökull
- Hrútárjökull
- Kvíárjökull
- Lambatungnajökull
- Morsárjökull
- Skaftafellsjökull
- Skálafellsjökull
- Skeiðarárjökull
- Stigárjökull
- Svínafellsjökull
- Viðborðsjökull
- Virkisjökull

Østlige område
- Brúarjökull
- Eyjabakkajökull
- Kverkjökull

Nordlige område
- Dyngjujökull

Vestlige område
- Köldukvíslarjökull
- Síðujökull
- Skaftárjökull
- Sylgjujökull
- Tungnaárjökull